# Liste der Stadtteile Heidelbergs

Karte der Stadtteile Heidelbergs

Die Stadt Heidelberg ist in 15 Stadtteile und 47 Stadtbezirke unterteilt. Das heutige Heidelberger Stadtgebiet ist aus zahlreichen Eingemeindungen und Neusiedlungen entstanden.

## Stadtteile und Stadtbezirke von Heidelberg
Stand: 31. Dezember 2022
| Stadtteil (Nummer) - Stadtbezirk (Nummer) | Einwohnerzahl | Fläche in ha | Wappen         |
| --- | ------------- | ------------ | -------------- |
| Schlierbach (001) - Schlierbach-Ost (001 1) - Schlierbach-West (001 2) | 3.230         | 906,3        |                |
| Altstadt (002) - Kernaltstadt (002 1) - Voraltstadt (002 2) - Königstuhl (002 3) - Kohlhof - Molkenkur - Speyererhof | 9.881         | 1377,9       |                |
| Bergheim (003) - Bergheim-Ost (003 1) - Bergheim-West (003 2) | 7.253         | 131,1        |                |
| Weststadt (004) - Weststadt-Ost (004 1) - Weststadt-West (004 2) - Alte Stadtgärtnerei (004 3) | 13.011        | 174,3        | Weststadt      |
| Südstadt (005) - Südstadt-Ost (005 1) - Südstadt-West (005 2) - Mark-Twain-Village | 6.333         | 172,6        |                |
| Rohrbach (006) - Rohrbach-Ost (006 1) - Rohrbach-West (006 2) - Rohrbach-Hasenleiser (006 3) - Rohrbach-Süd (006 4) - Rohrbach-Gewann See (006 5) - Bierhelderhof (006 6)                                                                                              | 16.489        | 639,5        | Rohrbach       |
| Kirchheim (007) - Kirchheim-Mitte (007 1) - Kirchheim-Nord (007 2) - Kirchheim-West (007 3) - Kirchheim-Flur (007 4) - Kirchheimer Hof - Kirchheimer Mühle - Kurpfalzhof - Neurott - Pleikartsförster Hof - Am Kirchheimer Weg (007 5) - Patrick-Henry-Village (007 6) | 17.749        | 1534,1       | Kirchheim      |
| Pfaffengrund (008) - Pfaffengrund-Süd (008 1) - Pfaffengrund-Nord (008 2) - Pfaffengrund-Ost (008 3) | 7.962         | 350,1        |                |
| Wieblingen (009) - Wieblingen-Mitte (009 1) - Ochsenkopf (009 2) - Wieblingen-Süd (009 3) - Wieblingen-Flur (009 4) - Grenzhof | 10.341        | 1430,9       | Wieblingen     |
| Handschuhsheim (010) - Handschuhsheim-Ost (010 1) - Handschuhsheim-West (010 2) - Handschuhsheimer Flur (010 3) - Klausenpfad-Süd (010 4) | 17.894        | 1510,8       | Handschuhsheim |
| Neuenheim (011) - Neuenheim-Ost (011 1) - Neuenheim-Mitte (011 2) - Neuenheim-West (011 3) | 12.730        | 567,1        |                |
| Boxberg (012) - Boxberg-Ost (012 1) - Boxberg-West (012 2) | 4.116         | 238,5        |                |
| Emmertsgrund (013) - Emmertsgrund-Nord (013 1) - Emmertsgrund-Süd (013 2) | 6.738         | 268,4        | Emmertsgrund   |
| Ziegelhausen (014) - Ziegelhausen-Ost (014 1) - Ziegelhausen-West (014 2) - Peterstal (014 3) | 9.421         | 1473,3       | Ziegelhausen   |
| Bahnstadt (015) - Bahnstadt-Ost (015 1) - Bahnstadt-West (015 2) | 5.801         | 108,6        |                |
| Heidelberg Gesamtstadt | 148.949       | 10.883,5     |                |